# Apate submedia
Apate submedia är en skalbaggsart som beskrevs av Walker 1858. Apate submedia ingår i släktet Apate och familjen kapuschongbaggar. Inga underarter finns listade i Catalogue of Life.